# Pennahia anea
Pennahia anea és una espècie de peix de la família dels esciènids i de l'ordre dels perciformes present des del Golf Pèrsic fins a Taiwan, les Filipines, Borneo i l'extrem meridional de l'illa de Java.
Els mascles poden assolir 30 cm de longitud total.
És un peix marí, de clima tropical i demersal que viu fins als 60 m de fondària.
Menja crustacis petits, cucs bentònics i peixets.
Es comercialitza fresc i en salaó.
És inofensiu per als humans.